# Henry Gordon Bennett
Henry Gordon Bennett (Balwyn, 16 aprile 1887 – Sydney, 1º agosto 1962) è stato un generale australiano durante la seconda guerra mondiale.

## Biografia
Allo scoppio della seconda guerra mondiale aveva raggiunto la carica di maggiore generale dell'esercito australiano. Nel luglio 1940, dopo essere stato assegnato al comando di un campo di addestramento, fu trasferito al comando dell'8ª divisione dell'Australian Imperial Force e nel 1941 fu nominato responsabile per la Malaysia, dove operò sotto la responsabilità del generale Arthur Percival.
Si batté sulla linea difensiva dello stato meridionale di Johor proprio durante la conquista giapponese della penisola di Malacca. Il 15 febbraio 1942, dopo la caduta di Singapore, riuscì fortunosamente a rientrare in Australia dove, nominato luogotenente generale, fu messo a capo del Terzo Corpo d'Armata australiano. Nel 1944 lasciò la vita militare.
Nel dopoguerra l'episodio della sua fuga da Singapore diede origine a molte discussioni e provocò un'inchiesta di una commissione.